# Matutano
Matutano Snack Ventures, S.A. és una de les principals empreses de distribuició d'aperitius espanyola. És filial de Frito-Lay i té la seu a Barcelona, tot i que la producció la fa principalment a Burgos.

## Història
Matutano va ser fundada el 1965 per Luis Matutano Jover, quarta generació d'una família dedicada a comerciar amb creïlla i llavor des de 1873, amb una fàbrica al carrer Casp de Barcelona i una plantilla de 42 empleats i 8 rutes de repartiment. Luis Matutano introduí a Espanya noves varietats de la creïlla, aptes per ser fregides, com la kennebec i la red pontiac. Matutano comptava amb l'estatunidenca PET Milk com a sòcia. Poc després PET va vendre la seva part a PepsiCo i l'any 1971 Luis Matutano també li va vendre la seva part. PepsiCo construí una nova fàbrica a Burgos i hi traslladà la producció.
El 1997 ja disposaven de 2.500 treballadors repartits entre la seu central de Barcelona, la fàbrica de producció de Burgos i els diversos centres de repartiment d'Espanya.